# Radio Energy
Radio Energy je bila slovenska komercialna radijska postaja, ki je nastala 10. decembra 1999. 
Sprva so delovali po imenom Radio Krško in na Frekvenci 93,4 MHz, kasneje na 89,3 MHz. Odgovorni urednica je bila Petra Žanr. Nahajajali so se na Cesti Krških žrtev v Krškem. Usmerjeni so bili v lokalne novice in informativni program. Vrteli so vse zvrsti glasbe. Novice je vsako uro pripravil Infonet.